# Розы
Розы — песня российского певца Emin, записанная с известным исполнителем поп-музыки Григорием Лепсом и выпущенная в качестве сингла в 2018 году.

## Участники записи
- Вокал: Emin, Григорий Лепс
- Композитор: Дмитрий Митькин
- Продюсер: Дмитрий Митькин

Шаблон:Emin